# Heterachthes exiguus
Heterachthes exiguus är en skalbaggsart som beskrevs av Martins 2009. Heterachthes exiguus ingår i släktet Heterachthes och familjen långhorningar. Inga underarter finns listade i Catalogue of Life.